# Louis Veray
Louis Veray, né le 11 juin 1820 à Barbentane où il est mort le 9 novembre 1891, est un sculpteur français.

## Biographie

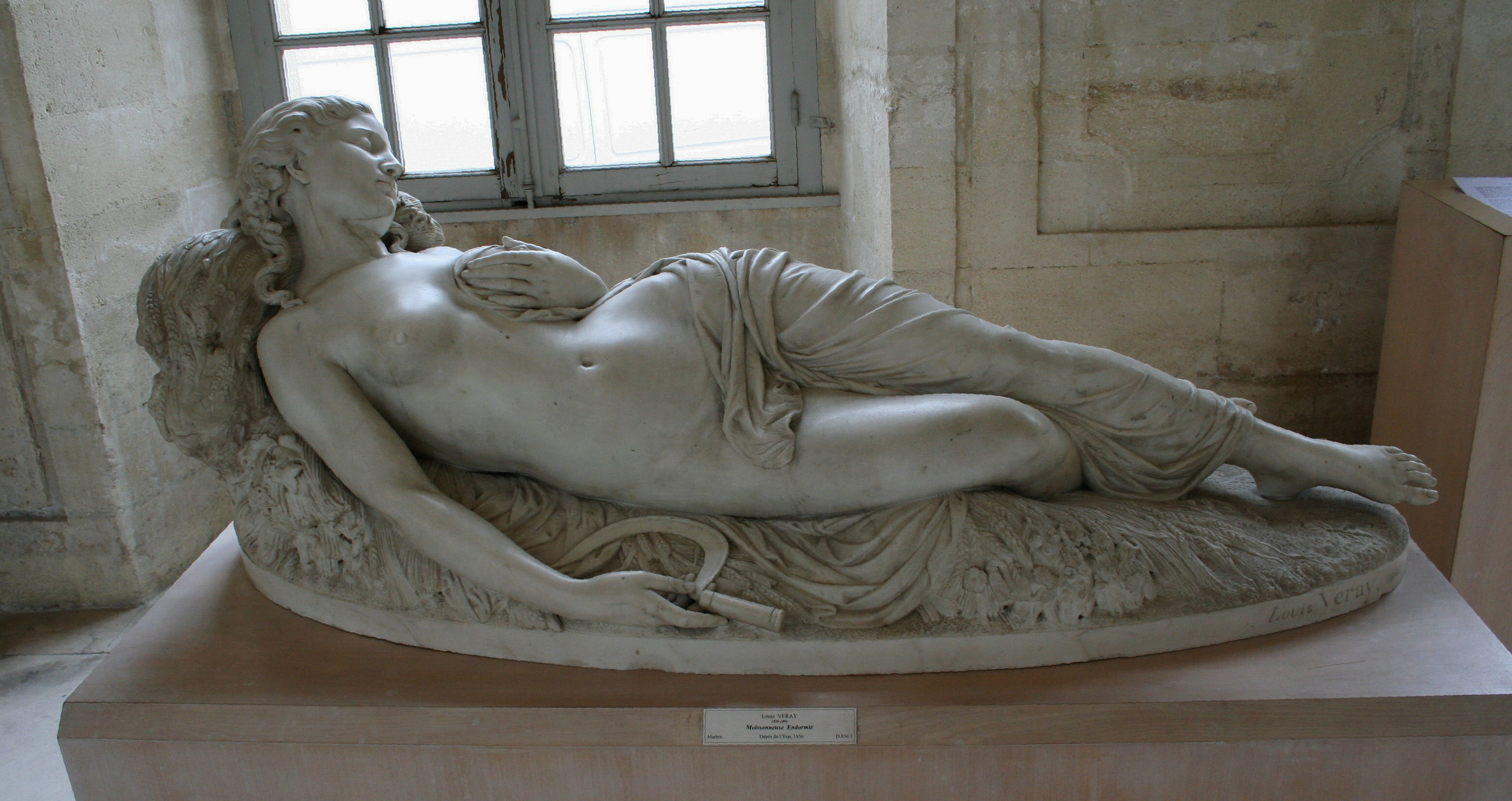
Moissonneuse endormie (1855), Avignon, musée Calvet.

Élève d'Henri Lehmann et de Joseph Lacroix, Louis Veray expose au Salon des artistes français de 1853 à 1884. Dès sa première exposition il obtient une médaille de troisième classe pour une statue en plâtre représentant une Moissonneuse endormie, dont il présentera le marbre à l'Exposition universelle de 1855 à Paris.

## Œuvres
- Avignon, musée Calvet : Moissonneuse endormie, 1855, statue en marbre[3].
- Crillon-le-Brave : Louis de Balbe dit le brave de Crillon, statue en bronze. Commandée par la Ville d'Avignon, elle fut d'abord placée sur la place de l'horloge de cette ville, puis déplacée devant le Palais des papes. Confisquée par l'armée allemande en 1942 pour la récupération du bronze, elle ne fut cependant pas refondue et se trouve actuellement sur la place principale de la commune de Crillon[4].
- Paris, palais du Louvre :
  - L'Amérique, haut-relief en pierre[5] ;
  - L'Abondance, bas-relief en pierre[6].